# Amazon Echo
Amazon Echo是亞馬遜公司所發售的一款搭载智慧語音助理Alexa的智能音箱。Amazon Echo共有三个版本，分别是入门级的 Dot、标准版的 Echo、以及攜帶版的 Tap，其中 Dot 的售价仅为49.99美元。
Echo的外形和一般的蓝牙喇叭没什么区别，也没有任何屏幕，唯一的交互方式就是语音。通过Alexa语音助手，用户通过简单的语音指令，就可以播放音乐、查询信息，甚至控制各种智慧家居设备。
Echo于2014年11月6日在亚马逊官网上线。2015年，这款产品占据了整个喇叭市场销量的25%。2016年，其销售量超过650万台。